# Floris Goesinnen
Floris Goesinnen (Opperdoes, Medemblik, 30 d'octubre de 1983) va ser un ciclista neerlandès, professional des del 2004 fins al 2014. En el seu palmarès destaca la victòria al Premi Nacional de Clausura.

## Palmarès
- 2007
  - 1r al Premi Nacional de Clausura
- 2008
  - Vencedor d'una etapa del Tour de l'Ain
- 2011
  - Vencedor d'una etapa del Tour de Taiwan
- 2012
  - 1r a la Melbourne to Warrnambool Classic
  - Vencedor d'una etapa de la Fletxa del sud